# Каміла Клодель 1915
«Каміла Клодель 1915» (фр. Camille Claudel 1915) — французький драматичний фільм автора сценарію та режисера Брюно Дюмона. Фільм увійшов до основної конкурсної програми 63-ого Міжнародного кінофестивалю у Берліні.

## Сюжет
Історія про французьку скульпторку Камілу Клодель, якій вже був присвячений однойменний фільм 1988 року. Каміла, за сюжетом фільму, одержима думкою, як і її колишній коханець — Огюст Роден, що вона зазнає переслідувань заздрісників. Родина Камілли вирішила направити її до психіатричної лікарні на півдні Франції. У фільмі зображено внутрішні переживання мисткині, яка прагне знайти порозуміння та визнання її таланту.

## Критика
За словами Патріка Гембла з Cine Vue, режисер Бруно Дюмон показав «неймовірно співчутливе та скромне спостереження за закатованим художником». Гай Лодж з Variety описав фільм як «зворушливу розповідь про короткий період у подальшому житті проблемної скульптриси» і оцінив, що Жюльєт Бінош втілює себе в ролі Каміллі Клодель, як не що інше, як «гіпнотизуючий». Джонатан Ромні з Screen International оцінив цей фільм як «підсилення та поглиблення» досягнень і художнього впливу Дюмона. Ерік Кон з IndieWire заявив, що фільм мав «лаконічність», яка демонструвала «точність, гідну Роберта Брессона». Глибоко аналізуючи фільм для The Hollywood Reporter, Джордан Мінцер описав фільму у своєму «підсумку»: «Тривожний портрет художниці як божевільної жінки, закріплений захоплюючим головною виставою».

## У ролях
- Жульєт Бінош — Каміла Клодель
- Жан-Люк Вінсент — Поль Клодель
- Емануель Кауфман